# Viliam Veteška
Viliam Veteška (Púchov, 16 augustus 1953 - Banská Bystrica, 21 april 2009) was een Slowaaks politicus.
Veteška studeerde rechten aan de universiteit van Bratislava. Hij werd na de Fluwelen Revolutie als ondernemer actief in de sector van het toerisme en de luchtvaart. Hij werd in 2002 als parlementslid verkozen op de lijst van de "Beweging voor een Democratisch Slowakije" (HZDS). In 2006 oefende hij kritiek uit op zijn partijgenoot en gewezen eerste minister Vladimír Mečiar en in 2007 stelde hij zich kandidaat voor het voorzitterschap van zijn partij, maar kreeg toen te horen dat hij een hersentumor had. Hij overleed in april 2009. Veteška was ondervoorzitter van het Slowaaks parlement en Europees parlementslid.